# Lijst van schaatsmarathonrijders 2023/2024
Dit is een lijst van de schaatsmarathonrijders in het Marathonschaatsen seizoen 2023/2024.

## Top-divisie mannen
| Nr. | Rijder               | Nationaliteit | Ploeg                             |
| --- | -------------------- | ------------- | --------------------------------- |
| 2   | Jan Hamers           | Nederland     | Sprog                             |
| 3   | Germain Deschamps    | Frankrijk     | Team Novus                        |
| 4   | Chiel Smit           | Nederland     | Sprog                             |
| 5   | Ruben Marinus        | Nederland     | Sprog                             |
| 6   | Igor Baars           | Nederland     | Talentploeg                       |
| 7   | Indra Médard         | België        | Sprog                             |
| 8   | Koen de Best         | Nederland     | Port of Amsterdam/SKITS           |
| 9   | Klaas Poortinga      | Nederland     | Sprog                             |
| 10  | Willem Hoolwerf jr.  | Nederland     | Sportchaletviehhofen.at           |
| 11  | Luuk Loohuis         | Nederland     | Port of Amsterdam/SKITS           |
| 12  | Daan Gelling         | Nederland     | Royal A-ware                      |
| 13  | Jorrit Bergsma       | Nederland     | Jumbo-Visma                       |
| 14  | Jorian ten Cate      | Nederland     | OKAY/Interfarms                   |
| 15  | Jordy van Workum     | Nederland     | Team Reggeborgh                   |
| 16  | Jan-Willem Broos     | Nederland     | Port of Amsterdam/SKITS           |
| 17  | Rémon Vos            | Nederland     | Vangnet                           |
| 18  | Roel Boek            | Nederland     | Port of Amsterdam/SKITS           |
| 21  | Evert Hoolwerf       | Nederland     | Team Reggeborgh                   |
| 23  | Miguel Bravo         | Portugal      | A6.nl / KMC                       |
| 26  | Bart Hoolwerf        | Nederland     | Team Reggeborgh                   |
| 27  | Victor Ramler        | Nederland     | Jumbo-Visma                       |
| 29  | Mitchell Ross        | Nieuw-Zeeland | Team Novus                        |
| 31  | Lars Woelders        | Nederland     | OKAY/Interfarms                   |
| 32  | Tom den Heijer       | Nederland     | Sportchaletviehhofen.at           |
| 34  | Ronald Haasjes       | Nederland     | Team Reggeborgh                   |
| 35  | Fabio Francolini     | Italië        | Team Novus                        |
| 37  | Wabe de Rooij        | Nederland     | VGR Sport / Galesloot constructie |
| 38  | Ids Bouma            | Nederland     | Royal A-ware                      |
| 39  | Bart Swings          | België        | OKAY/Interfarms                   |
| 40  | Philip Due Schmidt   | Denemarken    | Team Novus                        |
| 41  | Arjen van Damme      | Nederland     | Talentploeg                       |
| 42  | Marthijn Mulder      | Nederland     | Talentploeg                       |
| 43  | Jesse Vollaard       | Nederland     | A6.nl / KMC                       |
| 44  | Mats Stoltenborg     | Nederland     | Jumbo-Visma                       |
| 45  | Harm Visser          | Nederland     | Jumbo-Visma                       |
| 48  | Robert Post          | Nederland     | Jumbo-Visma                       |
| 49  | Homme Jan de Groot   | Nederland     | Bouwselect / De Haan Westerhoff   |
| 50  | Niels Immerzeel      | Nederland     | VGR Sport / Galesloot constructie |
| 51  | Tjerk de Boer        | Nederland     | Royal A-ware                      |
| 53  | Jeroen Janissen      | Nederland     | OKAY/Interfarms                   |
| 54  | Ronald Kruijer       | Nederland     | Bouwselect / De Haan Westerhoff   |
| 55  | Bart Mol             | Nederland     | A6.nl / KMC                       |
| 56  | Joram Verkerk        | Nederland     | VGR Sport / Galesloot constructie |
| 57  | Timo Verkaaik        | Nederland     | Sportchaletviehhofen.at           |
| 58  | Remco Stam           | Nederland     | Jumbo-Visma                       |
| 59  | Danny Stam           | Nederland     | Talentploeg                       |
| 60  | Yves Vergeer         | Nederland     | OKAY/Interfarms                   |
| 61  | Maikel Stam          | Nederland     | VGR Sport / Galesloot constructie |
| 63  | Ruben Ligtenberg     | Nederland     | OKAY/Interfarms                   |
| 64  | Christoffel Hendriks | Nederland     | Port of Amsterdam / SKITS         |
| 65  | Mart Bruggink        | Nederland     | Bouwselect / De Haan Westerhoff   |
| 66  | Jordy Harink         | Nederland     | Royal A-ware                      |
| 68  | Marco van der Tuin   | Nederland     | A6.nl / KMC                       |
| 69  | Bart Vreugdenhil     | Nederland     | Talentploeg                       |
| 70  | Niels Overvoorde     | Nederland     | Sportchaletviehhofen.at           |
| 72  | Axel Koopman         | Nederland     | VGR Sport / Galesloot constructie |
| 76  | Casper de Gier       | Nederland     | Team Reggeborgh                   |
| 80  | Christiaan Haasjes   | Nederland     | Sprog                             |
| 82  | Sjoerd den Hertog    | Nederland     | Royal A-ware                      |
| 83  | Douwe Boonstra       | Nederland     | Vangnet                           |
| 85  | Felix Rijhnen        | Duitsland     | Team Novus                        |
| 87  | Luc ter Haar         | Nederland     | Bouwselect / De Haan Westerhoff   |
| 88  | Crispijn Ariëns      | Nederland     | Team Reggeborgh                   |
| 90  | Christiaan Hoekstra  | Nederland     | Sportchaletviehhofen.at           |
| 91  | Gert Wierda          | Nederland     | Royal A-ware                      |
| 92  | Gary Hekman          | Nederland     | Team Reggeborgh                   |
| 95  | Stefan Wolffenbuttel | Nederland     | OKAY/Interfarms                   |
| 96  | Peter Michael        | Nieuw-Zeeland | A6.nl / KMC                       |
| 98  | Kevin Hoekstra       | Nederland     | Bouwselect / De Haan Westerhoff   |

## Top-divisie vrouwen
| Nr. | Rijder                 | Nationaliteit | Ploeg                                        |
| --- | ---------------------- | ------------- | -------------------------------------------- |
| 1   | Marijke Groenewoud     | Nederland     | Team Albert Heijn Zaanlander                 |
| 2   | Fran Vanhoutte         | België        | A6.nl / KMC                                  |
| 3   | Veerle van Koppen      | Nederland     | Puur ICT-BTZ                                 |
| 4   | Corina Strikwerda      | Nederland     | Wokke Vastgoed                               |
| 5   | Sanneke de Neeling     | Nederland     | A6.nl / KMC                                  |
| 6   | Janne Berkhout         | Nederland     | Van Ramshorst Renault                        |
| 7   | Lisan van der Linde    | Nederland     | Gewest Fryslan / Victron Energy              |
| 8   | Deborah Veerman        | Nederland     | Leontienhuis                                 |
| 9   | Demi Huiden            | Nederland     | Wokke Vastgoed                               |
| 10  | Yvonne Nauta           | Nederland     | A6.nl / KMC                                  |
| 11  | Pien van den Bos       | Nederland     | Wokke Vastgoed                               |
| 12  | Evi Gelling            | Nederland     | Turner                                       |
| 13  | Sanne van Heel         | Nederland     | Skadi / P&G Safety / Mark Bouman Grondwerken |
| 14  | Sofia Schilder         | Nederland     | Van Ramshorst Renault                        |
| 15  | Arianna Pruisscher     | Nederland     | Team Albert Heijn Zaanlander                 |
| 16  | Nienke Smit            | Nederland     | Haak powered by OCRE                         |
| 17  | Sanne in 't Hof        | Nederland     | Gewest Fryslan / Victron Energy              |
| 18  | Eline van Voorden      | Nederland     | PMG Bakker                                   |
| 19  | Ineke Dedden           | Nederland     | BDM / BTZ                                    |
| 20  | Yael Prenger           | Nederland     | Bouwbedrijf De Vries                         |
| 22  | Sanne Oosterwijk       | Nederland     | KNSB Inline Selectie                         |
| 23  | Naomi van der Werf     | Nederland     | Gewest Fryslan / Victron Energy              |
| 25  | Fleur Veen             | Nederland     | KNSB Inline Selectie                         |
| 26  | Sophie Kraaijeveld     | Nederland     | Gewest Fryslan / Victron Energy              |
| 27  | Judith Krabbenborg     | Nederland     | Haak powered by OCRE                         |
| 28  | Daphne Alderts         | Nederland     | Turner                                       |
| 33  | Amber Siegers          | Nederland     | Skadi / P&G Safety / Mark Bouman Grondwerken |
| 35  | Merel Bosma            | Nederland     | BDM / BTZ                                    |
| 36  | Eline Jansen           | Nederland     | Van Ramshorst Renault                        |
| 39  | Roos Markus            | Nederland     | VGR Sport / Vreugdenhil Dairy Foods          |
| 41  | Luna Jonkers           | Nederland     | PMG Bakker                                   |
| 45  | Bente Kerkhoff         | Nederland     | Team Albert Heijn Zaanlander                 |
| 46  | Esmee Visser           | Nederland     | Bouwbedrijf De Vries                         |
| 49  | Liesbeth Veen-Milatz   | Nederland     | Leontienhuis                                 |
| 50  | Elsemieke van Maaren   | Nederland     | BDM / BTZ                                    |
| 51  | Maaike Verweij         | Nederland     | Team Albert Heijn Zaanlander                 |
| 52  | Paula Konijn           | Nederland     | Haak powered by OCRE                         |
| 54  | Iris van der Stelt     | Nederland     | PEER racefietsen Wijk en Aalburg             |
| 55  | Femke Mossinkoff       | Nederland     | VGR Sport / Vreugdenhil Dairy Foods          |
| 57  | Merel Conijn           | Nederland     | Team Albert Heijn Zaanlander                 |
| 59  | Heleen Docter          | Nederland     | Fortune Coffee                               |
| 61  | Tessa Snoek            | Nederland     | VGR Sport / Vreugdenhil Dairy Foods          |
| 63  | Emma Engbers           | Nederland     | VGR Sport / Vreugdenhil Dairy Foods          |
| 64  | Esther Kiel            | Nederland     | BDM / BTZ                                    |
| 65  | Laura Lorenzato        | Italië        | A6.nl / KMC                                  |
| 66  | Olin Verhoog           | Nederland     | Haak powered by OCRE                         |
| 67  | Tjilde Bennis          | Nederland     | Turner                                       |
| 68  | Brit Qualm             | Nederland     | VGR Sport / Vreugdenhil Dairy Foods          |
| 70  | Paulien Verhaar        | Nederland     | Bouwbedrijf De Vries                         |
| 73  | Patricia Koot          | Nederland     | KNSB Inline Selectie                         |
| 76  | Claudia Oranje         | Nederland     | Vangnet                                      |
| 77  | Anne Leltz             | Nederland     | Wokke Vastgoed                               |
| 78  | Hilde Noppert          | Nederland     | Bouwbedrijf De Vries                         |
| 79  | Loesanne van der Geest | Nederland     | PMG Bakker                                   |
| 80  | Irene Schouten         | Nederland     | Team Albert Heijn Zaanlander                 |
| 81  | Fenna Zandstra         | Nederland     | Leontienhuis                                 |
| 83  | Dieuwertje van Kalken  | Nederland     | Turner                                       |
| 84  | Elisa Dul              | Nederland     | Team Albert Heijn Zaanlander                 |
| 86  | Leonie Beers           | Nederland     | Leontienhuis                                 |
| 88  | Myrthe de Boer         | Nederland     | Victron Energy                               |
| 90  | Lianne van Loon        | Nederland     | KNSB Inline Selectie                         |
| 92  | Kim Talsma             | Nederland     | Bouwbedrijf De Vries                         |
| 96  | Francesca Lollobrigida | Italië        | A6.nl / KMC                                  |
| 97  | Beau Wagemaker         | Nederland     | PMG Bakker                                   |

## Beloften mannen
| Nr. | Rijder                | Nationaliteit | Ploeg                                   |
| --- | --------------------- | ------------- | --------------------------------------- |
| 1   | Melle Brouwer         | Nederland     | Ormer ICT                               |
| 2   | Axel van der Tuuk     | Nederland     | Speelman / Kuil                         |
| 5   | Björn Bakker          | Nederland     | OKAY/Interfarms                         |
| 6   | Marco Schot           | Nederland     | Witte Uitgeest Installatietechniek B.V. |
| 7   | Kevin van der Horst   | Nederland     | Royal A-ware                            |
| 8   | Jasper Tinga          | Nederland     | Douma Staal                             |
| 9   | Jochem Posthumus      | Nederland     | Speelman / Kuil                         |
| 10  | Stefan Schot          | Nederland     | Forte Sportswear                        |
| 11  | Robert van der Meulen | Nederland     | Weissensee4kids                         |
| 12  | Brent Bos             | Nederland     |                                         |
| 13  | Mats ten Cate         | Nederland     | Speelman / Kuil                         |
| 14  | Stefan Potgieter      | Nederland     | Marathonploeg Alkmaar                   |
| 15  | Fred Schouwenaar      | Nederland     | Ormer ICT                               |
| 16  | Berend Bervoets       | Nederland     | Wokke Vastgoed                          |
| 17  | Sipke Sijtsema        | Nederland     | Douma Staal                             |
| 18  | Adne Koster           | Nederland     | Speelman / Kuil                         |
| 19  | Martijn de Boer       | Nederland     | Arktika                                 |
| 20  | Joost de Jong         | Nederland     | Van Ramshorst Renault                   |
| 21  | Rick de Ruijgt        | Nederland     | Arktika                                 |
| 22  | Sille Hut             | Nederland     | Gewest Fryslan / Victron Energy         |
| 25  | Bram Kras             | Nederland     | Wokke Vastgoed                          |
| 26  | Niek Berden           | Nederland     | Traumeel Gel                            |
| 27  | Stan van der Hulst    | Nederland     | Distr Agency                            |
| 28  | Simon de Smit         | Nederland     | Vector                                  |
| 29  | Hylke de Boer         | Nederland     | Bouwselect / De Haan Westerhoff         |
| 30  | Richard van Schie     | Nederland     | Arktika                                 |
| 31  | Jonas van Diepen      | Nederland     | SKITS                                   |
| 32  | Ruben Verkerk         | Nederland     | Ormer ICT                               |
| 33  | Arjen van Damme       | Nederland     | HCH Heerenveen                          |
| 34  | Otto van de Pol       | Nederland     | HCH Heerenveen                          |
| 35  | Roy Hoogendoorn       | Nederland     | Spieren voor Spieren / Douna Machinery  |
| 36  | Gijs Verduijn         | Nederland     |                                         |
| 37  | Sjoerd Kleinhuis      | Nederland     | Douma Staal                             |
| 38  | Morris Witkam         | Nederland     | SKITS                                   |
| 39  | Ivo de la Porte       | Nederland     | Bouwselect / De Haan Westerhoff         |
| 40  | Stefan de Wilde       | Nederland     | HCH Heerenveen                          |
| 41  | Nino van Dijk         | Nederland     | Traumeel Gel                            |
| 42  | Rik Houwers           | Nederland     | Stehmann Sport                          |
| 43  | Jelmer Koehoorn       | Nederland     | HCH Heerenveen                          |
| 44  | Dyon Talsma           | Nederland     | Frysk                                   |
| 45  | Joël Bom              | Nederland     | Spieren voor Spieren / Douna Machinery  |
| 46  | Guido Maat            | Nederland     | Forte Sportswear                        |
| 47  | Brian Smit            | Nederland     | Forte Sportswear                        |
| 48  | Jesse Vollaard        | Nederland     | Vector                                  |
| 49  | Joost Schipper        | Nederland     | Arktika                                 |
| 50  | Jarno Haitjema        | Nederland     | Gewest Fryslan / Victron Energy         |
| 51  | Bavo Coremans         | Nederland     | Stehmann Sport                          |
| 52  | Pieter-Jorn Gemser    | Nederland     |                                         |
| 53  | Menno Mudde           | Nederland     | Stehmann Sport                          |
| 54  | Chris Berkhout        | Nederland     | Van Ramshorst Renault                   |
| 55  | Luke Kooij            | Nederland     | Ormer ICT                               |
| 56  | Timon Veerman         | Nederland     | Veerman                                 |
| 57  | Jens Klootwijk        | Nederland     | Stehmann Sport                          |
| 58  | Arie Boer             | Nederland     | Oranje brigade                          |
| 59  | Jasper van der Marel  | Nederland     | Spieren voor Spieren / Douna Machinery  |
| 60  | Giovanni Trébouta     | Frankrijk     |                                         |
| 61  | Jelle Ligtenberg      | Nederland     | Drenergie                               |
| 62  | Jelmer Ligtenberg     | Nederland     | Stouwdam.nl                             |
| 63  | Lasse Klaas           | Nederland     | ELKA-Install                            |
| 64  | Jurian Koolhaas       | Nederland     | Vector                                  |
| 65  | Niels Meijer          | Nederland     | Stouwdam.nl                             |
| 66  | Ewout Beijeman        | Nederland     | Drenergie                               |
| 67  | Mika Kolder           | Nederland     | Gewest Fryslan / Victron Energy         |
| 68  | Jitse Wiersma         | Nederland     | Speelman / Kuil                         |
| 70  | Marien Pelleboer      | Nederland     | Stouwdam.nl                             |
| 72  | Jelle Koeleman        | Nederland     | Spieren voor Spieren / Douna Machinery  |
| 73  | Marc Middelkoop       | Nederland     | Drenergie                               |
| 74  | Ruben den Hartog      | Nederland     | SKITS                                   |
| 75  | Rick Meijer           | Nederland     | Van Ramshorst Renault                   |
| 76  | Arn Botman            | Nederland     | Wokke Vastgoed                          |
| 77  | Chris de Velde        | Nederland     | Gewest Fryslan / Victron Energy         |
| 78  | Tom Leltz             | Nederland     | Distr Agency                            |
| 79  | Mathijs van Zwieten   | Nederland     | Douma Staal                             |
| 80  | Jurrian Haasjes       | Nederland     | Arbeidsrecht de Graaf                   |
| 81  | Joël Haasjes          | Nederland     | Bugter Bouwadvies / Jasper Fietsen      |
| 82  | Sil Verhoog           | Nederland     | Distr Agency                            |
| 83  | Daan Berkhout         | Nederland     | Van Ramshorst Renault                   |
| 84  | Hidde Westra          | Nederland     | Gewest Fryslan / Victron Energy         |
| 85  | Joost Dekkers         | Nederland     | Drenergie                               |
| 86  | Pijke Steenhuis       | Nederland     | Vector                                  |
| 87  | Mitchel Zijp          | Nederland     | Forte Sportswear                        |
| 88  | Robert Wierts         | Nederland     | WHC Consultancy                         |
| 89  | Mart Nijhoff          | Nederland     | Traumeel Gel                            |
| 90  | Ruud van Egmond       | Nederland     | Wokke Vastgoed                          |
| 91  | Tom Mulder            | Nederland     |                                         |
| 92  | Wisse Slendebroek     | Nederland     | OKAY/Interfarms                         |
| 93  | Gert-Jan van Diepen   | Nederland     |                                         |
| 94  | Henk van der Gugten   | Nederland     |                                         |
| 95  | Jorian ten Cate       | Nederland     | OKAY/Interfarms                         |
| 96  | Matthé Pronk          | Nederland     | SKITS                                   |
| 98  | Quinten Meerveld      | Nederland     | Stouwdam.nl                             |
| 99  | Twan Berlijn          | Nederland     | Traumeel Gel                            |
| 100 | Colin Duivenvoorden   | Nederland     | Douma Staal                             |
| 101 | Jarno Schellekens     | België        | Stehmann Sport                          |
| 105 | Max van Honschoten    | Nederland     |                                         |

## Beloften vrouwen
| Nr. | Rijder                    | Nationaliteit | Ploeg                                        |
| --- | ------------------------- | ------------- | -------------------------------------------- |
| 1   | Viviana Rodríguez Rojas   | Chili         | 21Adventures.nl                              |
| 2   | Lianne van Gameren        | Nederland     | PEER racefietsen Wijk en Aalburg             |
| 3   | Maud Biezen               | Nederland     |                                              |
| 4   | Carla Ketellapper-Zielman | Nederland     |                                              |
| 5   | Daniëlle van Zanten       | Nederland     | Skadi / P&G Safety / Mark Bouman Grondwerken |
| 6   | Hilde-Marije Dijkstra     | Nederland     | The B team                                   |
| 7   | Simone Veenstra           | Nederland     |                                              |
| 8   | Nadine Groenewold         | Nederland     | Timmerbedrijf Westerhof                      |
| 9   | Femke de Boer             | Nederland     | SKITS                                        |
| 11  | Myrte Sandu               | Nederland     | AFP Fysio                                    |
| 12  | Bo Mengerink              | Nederland     |                                              |
| 13  | Talita van Hartskamp      | Nederland     |                                              |
| 14  | Tijn Borst                | Nederland     | Gewest Fryslan / Victron Energy              |
| 15  | Anna Marit Sybrandi       | Nederland     | Boltrics                                     |
| 17  | Elbrich Nicolay           | Nederland     | Gewest Fryslan / Victron Energy              |
| 18  | Amber van der Meijden     | Nederland     |                                              |
| 19  | Vera van Ditshuizen       | Nederland     | De Vechtsebanen                              |
| 20  | Liset Speelman            | Nederland     | Speelman / Exclusief Vastgoedbeheer          |
| 21  | Emma Schoonhoven          | Nederland     | Stehmann Sport                               |
| 22  | Nikita Fredrikze          | Nederland     | Leontienhuis                                 |
| 23  | Lidia Tempert             | Nederland     | Boltrics                                     |
| 24  | Jet Fransen               | Nederland     | Wokke Vastgoed                               |
| 26  | Demi Benschop             | Nederland     | Arktika                                      |
| 27  | Maaike Koelewijn          | Nederland     | Fortune Coffee                               |
| 29  | Isa Merkuur               | Nederland     | Haak                                         |
| 30  | Iris Schultinga           | Nederland     | Speelman / Exclusief Vastgoedbeheer          |
| 31  | Gioya Lancee              | Nederland     | BDM / BTZ                                    |
| 33  | Rienke Boonstra           | Nederland     | Leontienhuis                                 |
| 34  | Kim Zuiver                | Nederland     | Leontienhuis                                 |
| 37  | Rixt Hoogland             | Nederland     | Boltrics                                     |
| 40  | Tjitske Eppinga           | Nederland     | AFP Fysio                                    |
| 41  | Thirza Koers              | Nederland     | Speelman / Exclusief Vastgoedbeheer          |
| 42  | Marchien Goldhoorn        | Nederland     | Tour de Boer                                 |
| 43  | Jolanda Langeland         | Nederland     | Speelman / Exclusief Vastgoedbeheer          |
| 46  | Evelyn Jeeninga           | Nederland     | AFP Fysio                                    |
| 47  | Thirza Gorkink            | Nederland     | Husqvarna / Praktijk Centrum Bomen           |
| 48  | Jitte Schuitemaker        | Nederland     | SKITS                                        |
| 49  | Bianca van der Meer       | Nederland     | The B team                                   |
| 50  | Aline de Jong             | Nederland     | Husqvarna / Praktijk Centrum Bomen           |
| 51  | Mayke Vriesinga           | Nederland     |                                              |
| 53  | Donna Noor Gemser         | Nederland     |                                              |
| 54  | Eline Cox                 | Nederland     | Vector                                       |
| 55  | Muriël Meijer             | Nederland     | Haak                                         |
| 57  | Doke Schoonhoven          | Nederland     | Arktika                                      |
| 58  | Mirjam Thomas             | Nederland     | Gewest Fryslan / Victron Energy              |
| 59  | Heleen Docter             | Nederland     | Fortune Coffee                               |
| 60  | Myrthe Drogtrop           | Nederland     | Arktika                                      |
| 62  | Florien Bolks             | Nederland     | Drenergie / B&B Nordengoed                   |
| 63  | Demi Huiden               | Nederland     | Wokke Vastgoed                               |
| 64  | Emma Veuger               | Nederland     | Boltrics                                     |
| 65  | Emma Fransen              | Nederland     | Boltrics                                     |
| 66  | Janinka van Weperen       | Nederland     | Tour de Boer                                 |
| 67  | Hilde Houtzager           | Nederland     | IJsclub Otweg                                |
| 68  | Madelief de Jong          | Nederland     | Vector                                       |
| 70  | Willemijn Deen            | Nederland     | Forte D team                                 |
| 72  | Iza Stekelenburg          | Nederland     | Vector                                       |
| 73  | Eline Stubert             | Nederland     | Arktika                                      |
| 74  | Joëlle de Ruiter          | Nederland     | The B team                                   |
| 75  | Floor Besteman            | Nederland     | Vector                                       |
| 76  | Kaat van Steekelenburg    | Nederland     | Fortune Coffee                               |
| 77  | Sterre Kuijs              | Nederland     | Haak                                         |
| 78  | Sanne Westra              | Nederland     | Gewest Fryslan / Victron Energy              |
| 80  | Iris Tiben                | Nederland     | Wokke Vastgoed                               |
| 81  | Sanne Veenboer            | Nederland     | Skadi / P&G Safety / Mark Bouman Grondwerken |
| 82  | Britt van Wees            | Nederland     | Wokke Vastgoed                               |
| 84  | Anneke Dijkstra           | Nederland     | Haak                                         |
| 86  | Marleen Popken            | Nederland     | Tour de Boer                                 |
| 87  | Susanne Prins             | Nederland     | Van Ramshorst Renault                        |
| 89  | Sylvia de Vries           | Nederland     | Gewest Fryslan / Victron Energy              |
| 90  | Demi Meinten              | Nederland     |                                              |
| 91  | Ria Schilder              | Nederland     |                                              |
| 95  | Iris Mulder               | Nederland     | Fortune Coffee                               |
| 96  | Tara Donoghue             | Ierland       | Leontienhuis                                 |
| 97  | Sharon Heesink            | Nederland     |                                              |
| 98  | Manon Gremmen             | Nederland     | Husqvarna / Praktijk Centrum Bomen           |
| 99  | Wieke Roemaat             | Nederland     | Husqvarna / Praktijk Centrum Bomen           |

Marathon Cup 1 · 
Marathon Cup 2 · 
Marathon Cup 3 ·
Marathon Cup 4 · 
Marathon Cup 5 · 
Marathon Cup 6 · 
Marathon Cup 7 · 
Marathon Cup 8 · 
Staatsloterij Schaatsmarathon · 
Marathon Cup 9 · 
NK kunstijs · 
Marathon Cup 10 · 
Eerste schaatsmarathon op natuurijs · 
Tweede schaatsmarathon op natuurijs · 
Marathon Cup 11 · 
Marathon Cup 12 · 
Grand Prix 1 · 
Open NK natuurijs · 
Grand Prix 2 · 
Grand Prix 3 ·
Marathon Cup 13 ·
Marathon Cup 14 · 
Grand Prix 4 · 
Grand Prix 5 · 
Grand Prix 6 ·  
Marathon Cup 15
Klassementen: KNSB Cup ·
Jongeren · 
Ploegen ·
Grand Prix ·
Club-assistent Brabantcup ·
Natuurijs vierdaagse
Lijst van schaatsmarathonrijders 2023/2024